# Chelonus nigritulus
Chelonus nigritulus is een insect dat behoort tot de orde vliesvleugeligen (Hymenoptera) en de familie van de schildwespen (Braconidae). De wetenschappelijke naam van de soort werd voor het eerst geldig gepubliceerd door Anders Gustaf Dahlbom in 1833.